# Lista de objetos Messier

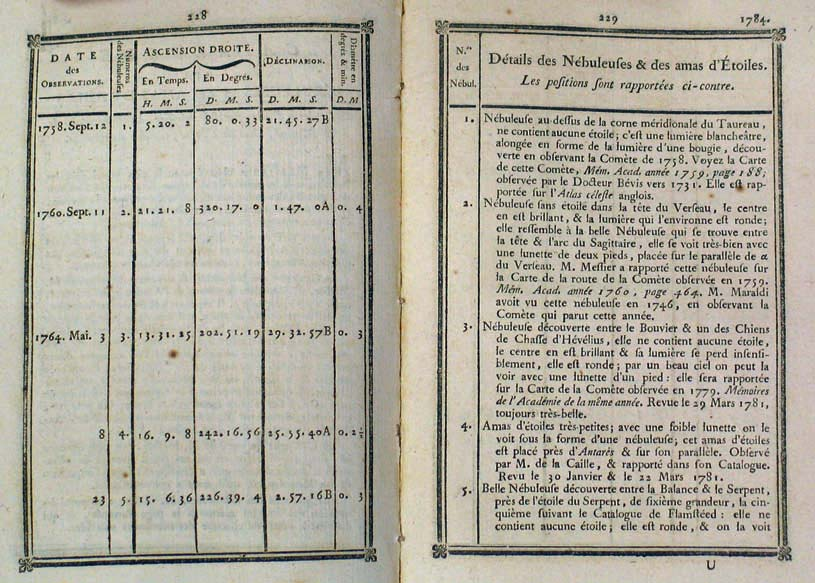
Primeira página do Catálogo Messier, contendo os objetos M1 ao M5. O catálogo está contido a partir da página 118 do almanaque francês connaissance des temps, de 1784

Os objetos Messier são objetos do céu profundo catalogados pelo astrônomo francês Charles Messier em seu Catalogue des Nébuleuses et des Amas d'Étoiles (Catálogo de Nebulosas e Aglomerados Estelares), publicado originalmente em 1771, com a última adição realizada em 1966.
Devido ao interesse de Messier de procurar apenas cometas, criou uma lista de objetos astronômicos que poderiam ser confundidos com cometas de fraco brilho. A compilação dessa lista, em colaboração com Pierre Méchain, é conhecida como o Catálogo Messier, que é uma das mais famosas listas astronômicas, ainda muito usada pela astronomia amadora. Muitos de seus objetos ainda são referenciados como "objetos Messier".
A primeira edição, de 1771, incluía 45 objetos, e a terceira e última edição, de 1781, incluía 103 objetos. Outros astrônomos, baseados em notas de Messier, elevaram o número de objetos para 110.

## Carta celeste dos objetos Messier

Carta celeste dos objetos Messier

## Objetos Messier
| Aglomerado aberto         | Aglomerado globular |
| Nebulosa difusa           | Nebulosa planetária |
| Remanescente de supernova | Galáxia             |
| Outros                    |                     |

| Número Messier | Número NGC/IC      | Nome comum                                           | Figura | Tipo                                              | Distância (kly) | Constelação           | Magnitude aparente |
| -------------- | ------------------ | ---------------------------------------------------- | ------ | ------------------------------------------------- | --------------- | --------------------- | ------------------ |
| M1             | NGC 1952           | Nebulosa do Caranguejo                               |        | Remanescente de supernova                         | 6,3             | Touro                 | 9,0                |
| M2             | NGC 7089           |                                                      |        | Aglomerado globular                               | 36              | Aquário               | 7,5                |
| M3             | NGC 5272           |                                                      |        | Aglomerado globular                               | 31              | Cães de Caça          | 7,0                |
| M4             | NGC 6121           |                                                      |        | Aglomerado globular                               | 7               | Escorpião             | 7,5                |
| M5             | NGC 5904           |                                                      |        | Aglomerado globular                               | 23              | Serpente              | 7,0                |
| M6             | NGC 6405           | Aglomerado da Borboleta                              |        | Aglomerado aberto                                 | 2               | Escorpião             | 4,5                |
| M7             | NGC 6475           | Aglomerado de Ptolomeu                               |        | Aglomerado aberto                                 | 1               | Escorpião             | 3,5                |
| M8             | NGC 6523           | Nebulosa Laguna                                      |        | Nebulosa com aglomerado estelar                   | 6,5             | Sagitário             | 6,0                |
| M9             | NGC 6333           |                                                      |        | Aglomerado globular                               | 26              | Ofiúco                | 9,0                |
| M10            | NGC 6254           |                                                      |        | Aglomerado globular                               | 13              | Ofiúco                | 7,5                |
| M11            | NGC 6705           | Aglomerado do Pato Selvagem                          |        | Aglomerado aberto                                 | 6               | Escudo                | 7,0                |
| M12            | NGC 6218           |                                                      |        | Aglomerado globular                               | 18              | Ofiúco                | 8,0                |
| M13            | NGC 6205           | Grande Aglomerado Globular em Hércules               |        | Aglomerado globular                               | 22              | Hércules              | 5,8                |
| M14            | NGC 6402           |                                                      |        | Aglomerado globular                               | 27              | Ofiúco                | 9,5                |
| M15            | NGC 7078           |                                                      |        | Aglomerado globular                               | 33              | Pégaso                | 7,5                |
| M16            | NGC 6611           | Nebulosa da Águia                                    |        | Nebulosa, Região HII com aglomerado estelar       | 7               | Serpente              | 6,5                |
| M17            | NGC 6618           | Nebulosa Ômega, do Cisne, da Ferradura ou da Lagosta |        | Nebulosa, Região HII com aglomerado estelar       | 5               | Sagitário             | 6,0                |
| M18            | NGC 6613           |                                                      |        | Aglomerado aberto                                 | 6               | Sagitário             | 8,0                |
| M19            | NGC 6273           |                                                      |        | Aglomerado globular                               | 27              | Ofiúco                | 8.5                |
| M20            | NGC 6514           | Nebulosa Trífida                                     |        | Nebulosa, Região HII com aglomerado estelar       | 5,2             | Sagitário             | 6,3                |
| M21            | NGC 6531           |                                                      |        | Aglomerado aberto                                 | 3               | Sagitário             | 7,0                |
| M22            | NGC 6656           | Aglomerado do Sagitário                              |        | Aglomerado globular                               | 10              | Sagitário             | 5,1                |
| M23            | NGC 6494           |                                                      |        | Aglomerado aberto                                 | 4,5             | Sagitário             | 6,0                |
| M24            | IC 4715            | Nuvem Estelar de Sagitário                           |        | Nuvem estelar da Via-Láctea                       | 10,0            | Sagitário             | 4,6                |
| M25            | IC 4725            |                                                      |        | Aglomerado aberto                                 | 2               | Sagitário             | 4,9                |
| M26            | NGC 6694           |                                                      |        | Aglomerado aberto                                 | 5               | Escudo                | 9,5                |
| M27            | NGC 6853           | Nebulosa do Haltere                                  |        | Nebulosa planetária                               | 1,25            | Raposa                | 7,5                |
| M28            | NGC 6626           |                                                      |        | Aglomerado globular                               | 18              | Sagitário             | 8,5                |
| M29            | NGC 6913           |                                                      |        | Aglomerado aberto                                 | 7,2             | Cisne                 | 9,0                |
| M30            | NGC 7099           |                                                      |        | Aglomerado globular                               | 25              | Capricórnio           | 8,5                |
| M31            | NGC 224            | Galáxia de Andrômeda                                 |        | Galáxia espiral                                   | 2 500           | Andrômeda             | 3,4                |
| M32            | NGC 221            |                                                      |        | Galáxia anã elíptica                              | 2 900           | Andrômeda             | 10,0               |
| M33            | NGC 598            | Galáxia do Triângulo                                 |        | Galáxia espiral                                   | 2 810           | Triângulo             | 5,7                |
| M34            | NGC 1039           |                                                      |        | Aglomerado aberto                                 | 1.4             | Perseu                | 6,0                |
| M35            | NGC 2168           |                                                      |        | Aglomerado aberto                                 | 2,8             | Gêmeos                | 5,5                |
| M36            | NGC 1960           |                                                      |        | Aglomerado aberto                                 | 4,1             | Cocheiro              | 6,5                |
| M37            | NGC 2099           |                                                      |        | Aglomerado aberto                                 | 4,6             | Cocheiro              | 6,0                |
| M38            | NGC 1912           |                                                      |        | Aglomerado aberto                                 | 4,2             | Cocheiro              | 7,0                |
| M39            | NGC 7092           |                                                      |        | Aglomerado aberto                                 | 0,8             | Cisne                 | 5,5                |
| M40            |                    | Winnecke 4                                           |        | Estrela dupla Winnecke 4                          | 0,5             | Ursa Maior            | 9,0                |
| M41            | NGC 2287           |                                                      |        | Aglomerado aberto                                 | 2,3             | Cão Maior             | 4,5                |
| M42            | NGC 1976           | Nebulosa de Órion                                    |        | Nebulosa, Região HII                              | 1,6             | Órion                 | 4,0                |
| M43            | NGC 1982           | Nebulosa de De Mairan                                |        | Nebulosa, Região HII (parte da Nebulosa de Órion) | 1,6             | Órion                 | 7,0                |
| M44            | NGC 2632           | Aglomerado do Presépio                               |        | Aglomerado aberto                                 | 0,6             | Caranguejo            | 3,7                |
| M45            |                    | Plêiades                                             |        | Aglomerado aberto                                 | 0,4             | Touro                 | 1,6                |
| M46            | NGC 2437           |                                                      |        | Aglomerado aberto                                 | 5,4             | Popa                  | 6,5                |
| M47            | NGC 2422           |                                                      |        | Aglomerado aberto                                 | 1,6             | Popa                  | 4,5                |
| M48            | NGC 2548           |                                                      |        | Aglomerado aberto                                 | 1,5             | Hidra                 | 5,5                |
| M49            | NGC 4472           |                                                      |        | Galáxia elíptica                                  | 60 000          | Virgem                | 10,0               |
| M50            | NGC 2323           |                                                      |        | Aglomerado aberto                                 | 3               | Unicórnio             | 7,0                |
| M51            | NGC 5194, NGC 5195 | Galáxia do Rodamoinho                                |        | Galáxia espiral                                   | 37 000          | Cães de Caça          | 8,4                |
| M52            | NGC 7654           |                                                      |        | Aglomerado aberto                                 | 7               | Cassiopeia            | 8,0                |
| M53            | NGC 5024           |                                                      |        | Aglomerado globular                               | 56              | Cabeleira de Berenice | 8,5                |
| M54            | NGC 6715           |                                                      |        | Aglomerado globular                               | 83              | Sagitário             | 8,5                |
| M55            | NGC 6809           |                                                      |        | Aglomerado globular                               | 17              | Sagitários            | 7,0                |
| M56            | NGC 6779           |                                                      |        | Aglomerado globular                               | 32              | Lira                  | 9,5                |
| M57            | NGC 6720           | Nebulosa do Anel                                     |        | Nebulosa planetária                               | 2,3             | Lira                  | 8,8                |
| M58            | NGC 4579           |                                                      |        | Galáxia espiral barrada                           | 60 000          | Virgem                | 11,0               |
| M59            | NGC 4621           |                                                      |        | Galáxia elíptica                                  | 60 000          | Virgem                | 11,5               |
| M60            | NGC 4649           |                                                      |        | Galáxia elíptica                                  | 60 000          | Virgem                | 10,5               |
| M61            | NGC 4303           |                                                      |        | Galáxia espiral                                   | 60 000          | Virgem                | 10,5               |
| M62            | NGC 6266           |                                                      |        | Aglomerado globular                               | 22              | Ofiúco                | 8,0                |
| M63            | NGC 5055           | Galáxia do Girassol                                  |        | Galáxia espiral                                   | 37,000          | Cães de Caça          | 8,5                |
| M64            | NGC 4826           | Galáxia Olho Negro                                   |        | Galáxia espiral                                   | 12 000          | Cabeleira de Berenice | 9,0                |
| M65            | NGC 3623           |                                                      |        | Galáxia espiral barrada                           | 35 000          | Leão                  | 10,5               |
| M66            | NGC 3627           |                                                      |        | Galáxia espiral barrada                           | 35 000          | Leão                  | 10,0               |
| M67            | NGC 2682           |                                                      |        | Aglomerado aberto                                 | 2,25            | Caranguejo            | 7,5                |
| M68            | NGC 4590           |                                                      |        | Aglomerado globular                               | 32              | Hidra                 | 9,0                |
| M69            | NGC 6637           |                                                      |        | Aglomerado globular                               | 25              | Sagitário             | 9,0                |
| M70            | NGC 6681           |                                                      |        | Aglomerado globular                               | 28              | Sagitário             | 9,0                |
| M71            | NGC 6838           |                                                      |        | Aglomerado globular                               | 12              | Flecha                | 8,5                |
| M72            | NGC 6981           |                                                      |        | Aglomerado globular                               | 53              | Aquário               | 10,0               |
| M73            | NGC 6994           |                                                      |        | Asterismo                                         |                 | Aquário               | 9,0                |
| M74            | NGC 628            |                                                      |        | Galáxia espiral                                   | 35,000          | Peixes                | 10,5               |
| M75            | NGC 6864           |                                                      |        | Aglomerado globular                               | 58              | Sagitário             | 9,5                |
| M76            | NGC 650, NGC 651   | Pequena Nebulosa do Haltere                          |        | Nebulosa planetária                               | 3.4             | Perseu                | 10,1               |
| M77            | NGC 1068           | Cetus A                                              |        | Galáxia espiral                                   | 60,000          | Baleia                | 10,5               |
| M78            | NGC 2068           |                                                      |        | Nebulosa difusa                                   | 1,6             | Órion                 | 8,0                |
| M79            | NGC 1904           |                                                      |        | Aglomerado globular                               | 40              | Lebre                 | 8,5                |
| M80            | NGC 6093           |                                                      |        | Aglomerado globular                               | 27              | Escorpião             | 8,5                |
| M81            | NGC 3031           | Galáxia de Bode                                      |        | Galáxia espiral                                   | 12 000          | Ursa Maior            | 6,9                |
| M82            | NGC 3034           | Galáxia do Charuto                                   |        | Galáxia starbust                                  | 11 000          | Ursa maior            | 9,5                |
| M83            | NGC 5236           | Galáxia do Cata-vento do Sul                         |        | Galáxia espiral barrada                           | 10 000          | Hidra                 | 8,5                |
| M84            | NGC 4374           |                                                      |        | Galáxia lenticular                                | 60 000          | Virgem                | 11,0               |
| M85            | NGC 4382           |                                                      |        | Galáxia lenticular                                | 60 000          | Cabeleira de Berenice | 10,5               |
| M86            | NGC 4406           |                                                      |        | Galáxia lenticular                                | 60 000          | Virgem                | 11,0               |
| M87            | NGC 4486           | Virgo A                                              |        | Galáxia elíptica                                  | 60 000          | Virgem                | 11.0               |
| M88            | NGC 4501           |                                                      |        | Galáxia espiral                                   | 60 000          | Cabeleira de Berenice | 11,0               |
| M89            | NGC 4552           |                                                      |        | Galáxia elíptica                                  | 60 000          | Virgem                | 11,5               |
| M90            | NGC 4569           |                                                      |        | Galáxia espiral                                   | 60 000          | Virgem                | 11,0               |
| M91            | NGC 4548           |                                                      |        | Galáxia espiral barrada                           | 60 000          | Cabeleira de Berenice | 11,0               |
| M92            | NGC 6341           |                                                      |        | Aglomerado globular                               | 26              | Hércules              | 7,5                |
| M93            | NGC 2447           |                                                      |        | Aglomerado aberto                                 | 4,5             | Popa                  | 6,5                |
| M94            | NGC 4736           |                                                      |        | Galáxia espiral                                   | 14 500          | Cães de Caça          | 9,5                |
| M95            | NGC 3351           |                                                      |        | Galáxia espiral barrada                           | 38 000          | Leão                  | 11,0               |
| M96            | NGC 3368           |                                                      |        | Galáxia espiral                                   | 38 000          | Leão                  | 10,5               |
| M97            | NGC 3587           | Nebulosa da Coruja                                   |        | Nebulosa planetária                               | 2,6             | Ursa Maior            | 9,9                |
| M98            | NGC 4192           |                                                      |        | Galáxia espiral                                   | 60 000          | Cabeleira de Berenice | 11,0               |
| M99            | NGC 4254           |                                                      |        | Galáxia espiral                                   | 60 000          | Cabeleira de Berenice | 10,5               |
| M100           | NGC 4321           |                                                      |        | Galáxia espiral                                   | 60 000          | Cabeleira de Berenice | 10,5               |
| M101           | NGC 5457           | Galáxia do Cata-vento                                |        | Galáxia espiral                                   | 27 000          | Ursa Maior            | 7,9                |
| M102           | NGC 5866 (?)       |                                                      | (?)    | Galáxia lenticular (?)                            | 50 000          | Dragão                | 10,7               |
| M103           | NGC 581            |                                                      |        | Aglomerado aberto                                 | 8               | Cassiopeia            | 7,0                |
| M104           | NGC 4594           | Galáxia do Sombreiro                                 |        | Galáxia espiral                                   | 50 000          | Virgem                | 9,5                |
| M105           | NGC 3379           |                                                      |        | Galáxia elíptica                                  | 38 000          | Leão                  | 11,0               |
| M106           | NGC 4258           |                                                      |        | Galáxia espiral                                   | 25 000          | Cães de Caça          | 9,5                |
| M107           | NGC 6171           |                                                      |        | Aglomerado globular                               | 20              | Ofiúco                | 10,0               |
| M108           | NGC 3556           |                                                      |        | Galáxia espiral                                   | 45 000          | Ursa Maior            | 11,0               |
| M109           | NGC 3992           |                                                      |        | Galáxia espiral barrada                           | 55 000          | Ursa Maior            | 11,0               |
| M110           | NGC 205            |                                                      |        | Galáxia anã elíptica                              | 2 200           | Andrômeda             | 10,0               |
| Número Messier | Número NGC         | Nome comum                                           | Figura | Tipo                                              | Distância (kly) | Constelação           | Magnitude aparente |